# Mondariz

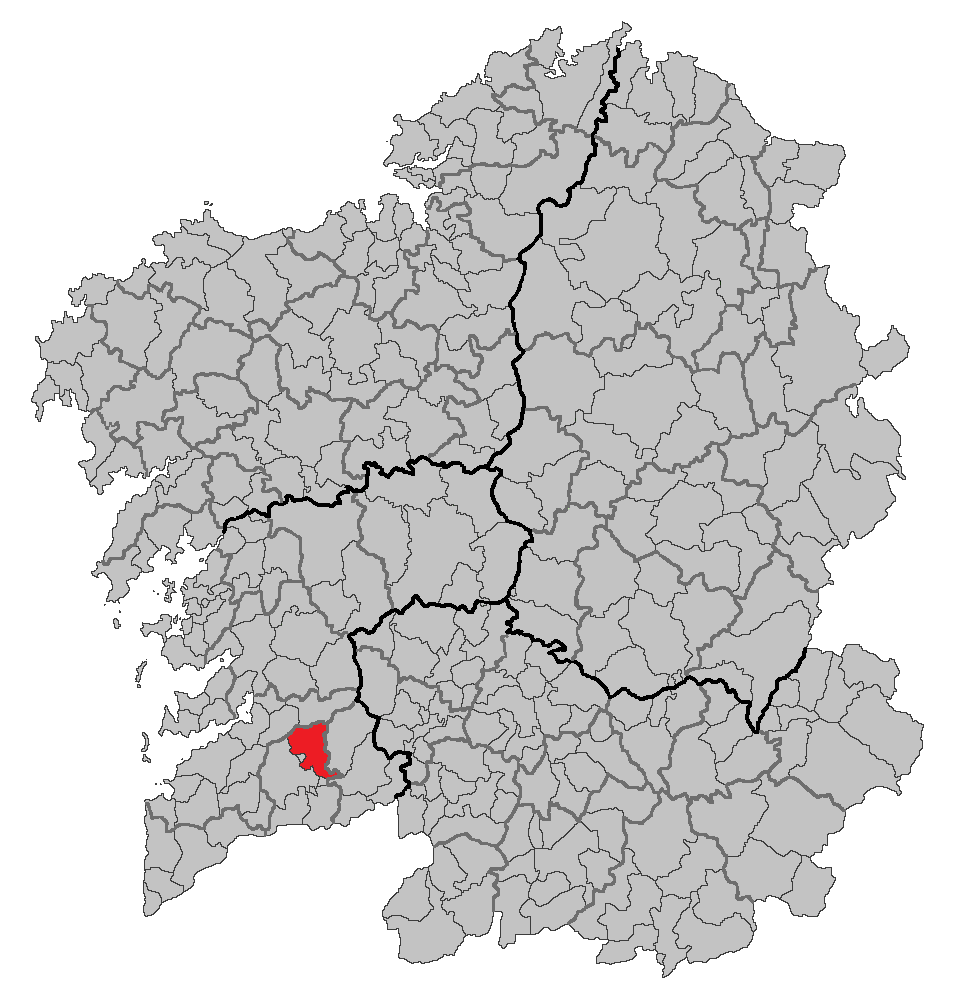
Localização de Mondariz

Mondariz é um município da Espanha na província de Pontevedra, comunidade autónoma da Galiza, de área 85,8 km² com uma população de 4 742 habitantes em 2014, e uma densidade populacional de 53,44 hab/km².

## Demografia
| Variação demográfica do município entre 1991 e 2014 | Variação demográfica do município entre 1991 e 2014 | Variação demográfica do município entre 1991 e 2014 | Variação demográfica do município entre 1991 e 2014 | Variação demográfica do município entre 1991 e 2014 |
| --------------------------------------------------- | --------------------------------------------------- | --------------------------------------------------- | --------------------------------------------------- | --------------------------------------------------- |
| 1991                                                | 1996                                                | 2001                                                | 2004                                                | 2014                                                |
| 6 723                                               | 6 347                                               | 5 185                                               | 5 320                                               | 4 742                                               |

## Património edificado
- Castelo de Sobroso